# LF Arena

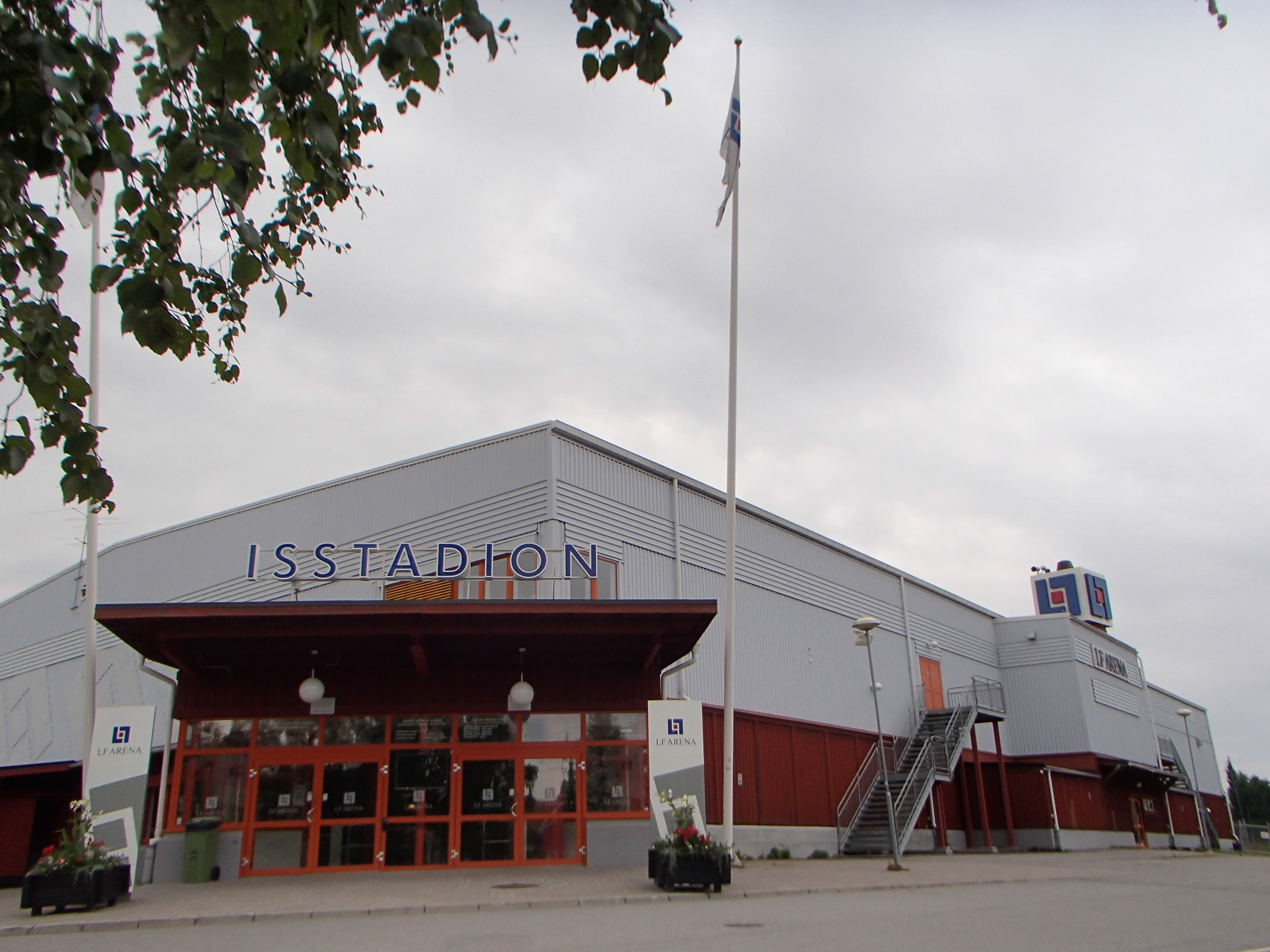
Huvudingången till ishallen LF Arena

LF Arena (f.d. Kvarnvallen) är en idrottsanläggning i Piteå. I anläggningen ingår en konstgräsplan och en naturgräsplan för fotboll, en friidrottsanläggning samt en ishall. LF Arena är hemmaplan för bland andra Piteå IF. Friidrottsanläggningen höll under några år godkänd standard för friidrottstävlingar på hög nivå och gamla Kvarnvallen har varit scen för bland annat USM, SM samt internationella tävlingar under 1980-talet. Aktiva friidrottsföreningar i Piteå är Piteå IF samt Riviera FI. Friidrottsarenan och naturgräsplanen för fotboll utgör samma område av anläggningen och har en total publikkapacitet på minst 6 000 personer, varav ca 1 000 sittplatser. Konstgräsplanen, som invigdes hösten 1987, används flitigt av ortens fotbollslag, speciellt under försäsongen (mars-maj) samt under hösten (september-oktober).
Ishockeyn höll från början till på en uterink på gamla Kvarnvallens område. Uterinken ersattes så småningom av ett istält som dock blåste bort vid en häftig storm i december 1978. Piteå IF fick då spela säsongens resterande hemmamatcher i Björknäshallen i Boden och i Luleås hockeylada Delfinen (nuvarande Coop Norrbotten Arena) innan en ny hall kunde tas i bruk. Den nya ishallen var dock ett nödbygge och krävde rätt snart en omfattande modernisering för att hålla måttet. I början av det nya årtusendet stod gamla Kvarnvallens nyrenoverade ishall färdig med plats för 2 550 personer (982 sittplatser och 1 568 ståplatser). Ishallen är flexibel med bland annat konsertmöjligheter, och då rymmer arenan 5 000 personer varav 3 000 på parkett. Den nya hallen invigdes med en fullsatt konsertspelning av Tomas Ledin. Hockeyhallen är idag hemmaarena för Piteå HC.

## Namnbyte
Arenans tidigare namn kommer sig av att det på det gamla området, Kvarnbacken, fanns en väderkvarn som försåg bl.a. stadens bagerier med mjöl. Den gamla kvarnen är borta sedan länge men till åminnelse är idag en röd miniatyrkvarn uppsatt på ishallens tak ovanför entrén.
Länsförsäkringar köpte namnrättigheterna till arenan 2007.
Så här ser avtalets summor ut i sin helhet. Fördelningen har bestämts av LF:
Piteå HC får en engångssumma på 1,8 miljoner kronor. Därefter 100 000 kr i 10 år. Totalt 2,8 miljoner. 
Piteå IF får en engångssumma på 1,8 miljoner kronor. Därefter 20 000 kr i 10 år. Totalt 2,0 miljoner. 
Piteå KK, Riviera FI och Munksund/S SK får varsin engångssumma på 100 000 kr. Därefter 10 000 kr i 10 år. Totalt ger det 200 000 kr vardera. 
Utöver dessa belopp satsar LF ytterligare 1,5 miljoner kronor (100 000 under 15 år) på olika årliga evenemang i ishockey, fotboll, konståkning eller friidrott. 

## Historia
Under många år bedrevs Piteå IF:s verksamhet bland annat på IFK Piteås idrottsplats Kvarnbacken strax norr om stadens centrum. År 1931 köpte Piteå IF mark för sin blivande idrottsplats, som då innefattade IFK Piteås gamla idrottsplats. Efter mångårig väntan och stor möda med insamlandet av ekonomiska medel för projektet, togs första spadtaget 1936 och 1939 kunde Kvarnvallen så invigas med en match mot Degerfors IF. Planen förstördes dock av tjälbränna kommande vinter och kunde efter ombyggnad åter tas i bruk sommaren 1942. På senare tid har idrottsplatsen övergått i kommunal ägo men räknas formellt fortfarande som Piteå IF:s hemmaarena i fotboll.

## Piteå Wall of Fame
Inne i hockeyhallen hyllas ortens främsta ishockeyspelare genom tiderna genom en wall of fame där tretton kända namn med förflutet i Piteås hockeyliv porträtteras.
| Meriter          |           |                                    |                                                                  |                                                                                  |                                       |
| Namn             | OS        | VM                                 | Stanley cup vinnare                                              | SM Guld                                                                          | Nuvarande klubb                       |
| Mikael Renberg   |           | 1998 Guld, 2003 Silver, 2001 Brons |                                                                  |                                                                                  | ej aktiv                              |
| Tomas Holmström  | 2006 guld |                                    | 1997, 1998, 2002, 2008 Detroit Red Wings                         | 1996 Luleå HF                                                                    | ej aktiv                              |
| Mattias Öhlund   | 2006 guld | 1998 Guld 1997 silver 2001 brons   |                                                                  | 1996 Luleå HF                                                                    | ej aktiv                              |
| Stefan Persson   |           | 1977 Silver                        | 1980,1981,1982,1983 New York Islanders (Första svensk att vinna) | 1976,1977 Brynäs IF                                                              | ej aktiv                              |
| Thomas Berglund  |           |                                    |                                                                  | 1996 Luleå HF                                                                    | ej aktiv                              |
| Lars Lindgren    |           | 1977 VM Silver                     |                                                                  |                                                                                  | ej aktiv tränare för små kronorna U16 |
| Hans Svedberg    |           | 1957 Guld 1958 Brons               |                                                                  |                                                                                  | ej aktiv                              |
| Lars Hurtig      |           |                                    |                                                                  | 1996 Luleå HF                                                                    | ej aktiv                              |
| Jan Sandström    |           |                                    |                                                                  |                                                                                  | ej aktiv                              |
| Lars Öhman       |           |                                    |                                                                  |                                                                                  | Ej aktiv                              |
| Lars Edström     |           |                                    |                                                                  |                                                                                  | ej aktiv                              |
| Jan Asplund      |           |                                    |                                                                  | 1976, 1977 och 1980 Brynäs IF                                                    | ej aktiv                              |
| Leif R. Carlsson |           |                                    |                                                                  | 1979 Modo, 1982 AIK, 1985 Södertälje (Enda svensk som vunnit SM med tre klubbar) | ej aktiv                              |